# 青山知可子
青山 知可子（あおやま ちかこ、1966年7月7日 - ）は、日本の女優。身長163cm。大阪府出身。オレガ所属。

## 来歴
法政大学文学部在学中、「週刊朝日」（1988年6月17日号）の篠山紀信撮影「紀信の表紙写真館」で表紙を飾ったのを機に女優デビュー。香港映画にも複数出演している。イギリスでオーラソーマ社公認ティーチャーの資格を取得し、カラーアドバイザーとしてスクールとサロンを開設。カラーセラピスト（プラクティショナー）育成講師としても活動した。ヨガインストラクターの資格を持つ。

## 出演

### テレビドラマ
- DRAMADAS（KTV）
  - 散歩する霊柩車（1990年）
  - 強引にUP!（1991年）
- 去っていく男（1991年 KTV）
- 土曜ワイド劇場（EX）
  - 同時殺人トリック!軽井沢～東京スターダスト殺人物語（1991年6月29日）
  - 越後七浦殺人海岸（1991年9月14日）
- 結婚したい男たち （1991年） - 村上恵子 役
- 謎のブラックボックス（1991年9月18日 KTV）
- 七人の女弁護士 第2シリーズ 最終話「結婚占い殺人事件!挙式前にレイプされた娘!!」（1991年 EX）- 日向みどり 役
- イブは初恋のように（1991年12月25日 TBS）
- 世にも奇妙な物語（CX） 
  - 冬の特別編「犬の穴」（1991年12月26日）
  - 「人間国宝」（1992年9月3日）
  - '03春の特別編「超税金対策殺人事件」（2003年3月24日）
- 信長 KING OF ZIPANGU（1992年 NHK） - よね→側室・安 役
- プレイガール'92嵐を呼ぶハイレグ軍団「黒真珠殺人事件」（1992年11月16日 TX） - 北園愛 役
- 眠れない夜をかぞえて（1992年 TBS）- ゆき 役
- 胸さわぎの15才（阪急ドラマシリーズ）（1992年 KTV） - 一ノ瀬安奈 役
- かりん（1993年） - 立花礼子 役
- 鬼平犯科帳 第4シリーズ 第13話「老盗の夢」（1993年 CX / 松竹） - おちよ 役
- 付き馬屋おえん事件帳（1993年 TX）
- ワタナベ（1993年 KTV）
- 赤サギちゃんに気をつけて…（1993年 TBS）
- 誘惑の夏（1993年 THK）
- はやぶさ新八御用帳（1993年 NHK）
- ある男の三日間（1993年9月20日 KTV）
- 紙の罪（1993年11月8日 KTV）
- 動く壁（1994年、CX）
- 暴れん坊将軍V 第37話「わが恋せし上様」（1994年、EX） - おみの 役
- 銭形平次 第4シリーズ 第4話「喪服の花嫁」（1994年、CX / 東映）
- あばれ医者嵐山（1995年、TX）
- 京都発・ぼくの旅立ち（1996年、NHK）
- 照柿（1996年9月21日、NHK）
- 殺人美容室（1998年、CX） - 三輪伸子 役
- すずらん（1999年、NHK） - 大町広子 役
- 月曜ドラマスペシャル「ラスト・ドライブ」（2000年5月15日、TBS） - 水沢美香 役
- 京極夏彦 「怪」 第4話「福神ながし」（2000年9月15日、WOWOW） - 中禅寺すず 役
- 自治会長・糸井緋芽子社宅の事件簿 第1作「一週間で3人もの住民が死亡した異常な社宅! 派閥争い絡みの殺人なのか? ドケチ主婦緋芽子が会長生命を賭け奮闘」（2001年7月23日、TBS） - 大下聡子 役
- 人にやさしく 第1話（2002年1月7日、CX）
- 塩カルビ（2002年） - 木崎裕子 役
- またも辞めたか亭主殿〜幕末の名奉行・小栗上野介〜（2003年1月3日、NHK）
- なんでも屋大蔵の事件簿2「劇場殺人!1000人が見た完全密室惨劇と空白の25秒!誰が大女優Mを殺したのか？なんでも屋だけが知る悪い奴らの舞台ウラ」（2003年7月3日、BSジャパン・7月23日、TX）
- 訃報は午後二時に届く（夏樹静子サスペンス）（2003年12月10日、TX）
- サラリーマン刑事 第4作「息子のお受験騒動に悩む生真面目 刑事が巻き込まれた謎の保険金殺人…巧妙に仕組まれた完全犯罪の裏には悲しき愛憎の悲劇が」（2004年3月5日、CX）
- ハングリーキッド 第2話（2004年7月12日、CX）
- こちら本池上署 第4シリーズ 最終回「幼子達のSOS!」（2004年12月27日、TBS） - 上原佐和子
- 鬼嫁日記第7話「初心者の株地獄」（2005年11月22日、CX）
- 相棒 season4 第9話「冤罪」（2005年12月7日、EX） - 篠宮ゆかり 役
- 未来の法則～夢が常識になる日～（2006年12月31日、CX）
- 下剋上受験 第8話「娘のためなら死んでもいい」（2017年3月3日、TBS） ‐ 稲森久美子 役
- 江戸前の旬 season2 第2貫「親子二代の穴子のツメ」（2019年10月27日、BSテレ東） - 阿光敏子 役

### 映画
- ウンタマギルー（1989年） - マレー 役
- 1990牡丹燈篭（1990年） - 恵美子 役
- バストロイド 香港大作戦（英語版）（原題: 女機械人〈英題: Bustroid / Robotrix〉）（1991年） - サリナ・リン / イヴ27 役
- 大鬧廣昌隆（FINALE IN BLOOD）（1993年）
- さらば英雄　愛と銃撃の彼方に（1994年）
- 極道記者2（1994年） - 松崎紀子 役
- 集団左遷（1994年）
- ロマンス（1996年） - 柴田ひとみ 役
- 泥棒貴族ボディハンター　キャット危機一髪（1996年） - 水沢智美役
- JOKER 疫病神（1998年）
- 御法度（1999年） - 「楓亭」の女 役
- 恋するブラジャー大作戦（仮）（2001年） - ナナコ 役
- 難波金融伝・ミナミの帝王劇場版partXVI「借金セミナー」（2001年）- 高島瑠美 役
- ラヴァーズ・キス（2003年） - 藤井純子 役
- 吉祥天女（2007年）

### オリジナルビデオ
- ネオチンピラ 鉄砲玉ぴゅ〜（1990年、東映ビデオ＝東北新社） - 夢子 役
- ネオ チンピラ 続・鉄砲玉ぴゅ〜（1991年）- 同上
- DOOR II TOKYO DIARY（1991年）- 主演・愛 役
- パチンカー奈美（1993年）
- 仁義4（1995年）- 岩見美里 役
- 仁義5「関東頂上決戦」（1995年）- 同上
- 仁義30「義理の墓場」（2002年）
- カメレオン（1996年）
- チンピラ～TWO PUNKS（1996年）
- 大江戸レイプマン（1996年）
- 大江戸レイプマン 女淫処刑人（1996年）
- ゼニ学 浪花裏金融道（1999年）

### 舞台
- 春（東京芸術劇場 蜷川幸雄演出）
- 渡る世間は鬼ばかり（芸術座）
- ポロロッカ〜大逆流〜（恵比寿エコー劇場 藤田明二演出）

### CM
- エステー
- PlayStation
- セガ「ドリームキャスト」
- 小学館「テレパル」
- 東京証券取引所
- 三洋電機「サンヨー生ごみ処理機」
- 日本マクドナルド「秋」フードイベント
- 三菱重工業「ビーバーエアコン」
- サンウエーブ工業 サンヴァリエピット サンリフレBRワイド
- ケロッグ「ゲートキーパー'05春」篇
- 日清食品 日清健太郎「イケてるメン」篇
- UR賃貸住宅「大家族のような」篇
- 新日邦コンコルド「コンコルド夫人」

## Web CM
- ADDAS「SPLIT UP SERVICE」
- BEMAS サウンドトラック Life AS CINEMA 秋篇「恋のゆくえ／都会の女」（声の出演）
- サントリーウェルネス サントリー健康食品 自然のちからシリーズ「セサミンEX」

### 写真集
- 「激写文庫19 青山知可子 亜熱帯」篠山紀信撮影（小学館、1989年）
- 「熱帯性気候 青山知可子」篠山紀信撮影（小学館、1990年）
- 「TOKYO NUDE」篠山紀信撮影（朝日新聞出版、1990年）